# Acosta Bridge
Acosta Bridge – most w Jacksonville, w stanie Floryda, na rzece St. Johns. Ma długość 501 m i został otwarty w 1994.